# Un home de raó
Un home de raó (en coreà: 보호자; Hanja: 保護者; títol internacional, A Man of Reason) és un thriller d'acció sud-coreà del 2022 dirigit per Jung Woo-sung, en el seu debut com a director. La pel·lícula és protagonitzada per Jung, Kim Nam-gil, Park Sung-woong, Kim Jun-han i Park Yoo-na. Es va estrenar al Festival Internacional de Cinema de Toronto de 2022 el 13 de setembre de 2022 i es va estrenar als cinemes a Corea del Sud el 15 d'agost de 2023. Ha estat subtitulada al català.

## Repartiment
- Jung Woo-sung com a Soo-hyuk[6]
- Kim Nam-gil com a Woo-jin[7]
- Park Sung-woong com a Eung-guk[7]
- Kim Jun-han com a Seong-joon[8]
- Park Yoo-na com a Jin-ah[4]
- Lee Elijah com a Min-seo[9]
- Kim Joo-hun com a Jun-ho[10]

## Producció
El rodatge va començar el 10 de febrer de 2020.